# Dicranomyia trinitatis
Dicranomyia trinitatis är en tvåvingeart som först beskrevs av Alexander 1931.  Dicranomyia trinitatis ingår i släktet Dicranomyia och familjen småharkrankar.
Artens utbredningsområde är Kuba. Inga underarter finns listade i Catalogue of Life.